# Sphegigaster anamudiensis
Sphegigaster anamudiensis är en stekelart som beskrevs av Sureshan och T.C. Narendran 1997. Sphegigaster anamudiensis ingår i släktet Sphegigaster och familjen puppglanssteklar. Inga underarter finns listade i Catalogue of Life.